# Pomnik operacji jasko-kiszyniowskiej w Chițcani
Pomnik operacji jasko-kiszyniowskiej – pomnik upamiętniający żołnierzy radzieckich poległych podczas operacji jasko-kiszyniowskiej, położony na terenie wsi Chițcani.

## Historia i opis
Pomnik znajduje się około 3 km od centrum wsi, na najwyższym punkcie wyniesienia. Został odsłonięty 9 maja 1972. Autorem jego projektu jest Siemion Szojchet. Monument składa się z 35-metrowego obelisku, do którego przytwierdzona jest płyta z napisem w językach rosyjskim oraz rumuńskim (mołdawskim) informującym o tym, że 20 sierpnia 1944 właśnie z tego miejsca rozpoczęło się natarcie jednostek 3 Frontu Ukraińskiego. W miejscu, gdzie znajduje się pomnik, pochowano we wspólnym grobie 1495 żołnierzy poległych podczas operacji.
W latach 1962–1990 w Chițcani, w dzwonnicy zlikwidowanego przez władze radzieckie monasteru Nowy Neamț, znajdowało się muzeum wojskowe poświęcone operacji. Przestało ono funkcjonować, gdy klasztor został restytuowany, po czym zostało przeniesione do domu kultury w centrum wsi. Przy pomniku odbywają się uroczystości upamiętniające żołnierzy radzieckich poległych podczas II wojny światowej oraz wkroczenie Armii Czerwonej do Bender w roku 1944. Pomnik jest przedstawiony na naddniestrzańskim banknocie jednorublowym.
W roku 2007 przed obeliskiem ustawiono kamień upamiętniający poległych podczas wojny o Naddniestrze. W latach 2009–2010 monument był remontowany.